# Casa de Ribera
La Casa de Ribera o Casa de Rivera es un linaje nobiliario español originario de la Corona de Castilla, del reino de Galicia. A esta ascendencia pertenecieron los condes de los Molares y adelantados de Andalucía, así como el santo Juan de Ribera, el pintor José de Ribera ("el españoleto") y el arquitecto Pedro de Ribera. Algunos de los miembros del linaje tomaron el apellido compuesto "Afán de Ribera", en alusión al apellido de María Afán, abuela de Perafán de Ribera, I adelantado de Andalucía. La unión del linaje Ribera por línea feminina con una rama menor de la casa de Enríquez, almirantes de Castilla, originó el apellido "Enríquez de Ribera" y dicha unión es el origen de la Casa de Alcalá. La unión del linaje Rivera por línea feminina con una rama de los Primo originó el apellido "Primo de Rivera" y dicha unión es el origen de la casa.

## Linaje
- Gonzalo López de Ribera, padre de

- Lope López de Ribera, casó con María Afán, hija de un Per Afán. Padre de

- Ruy López de Ribera (m. 1344), casó con Inés de Sotomayor. Padre de

- Per Afán de Ribera el Viejo (c. 1338-1423), adelantado mayor de la frontera de Andalucía y notario mayor de Andalucía y señor Espera, Bornos y Las Aguzaderas. Casó con en primeras nupcias con María Rodríguez Mariño, con quien engendró a Ruy López de Ribera (muerto en el asedio de Setenil en 1407) y Payo Mariño, eclesiástico. Casó en segundas nupcias, en torno a 1395, se casó con Aldonza de Ayala, IV Señora de Valdepusa y Malpica, con quien engendró a

- Diego Gómez de Ribera (c.1400 – mayo de 1434), adelantado mayor de la frontera de Andalucía y notario mayor de Andalucía y señor Espera, Bornos y Las Aguzaderas. Casó con Beatriz Portocarrero, hermana de Pedro Fernández Portocarrero, V señor de Moguer, con quien engendró a

- Per Afán de Ribera (1420-1454), adelantado mayor de Andalucía, Señor de Bornos, El Coronil, Espera, Las Aguzaderas, Alcalá de los Gazules, Cañete la Real y Los Molares. Casó en primeras nupcias con Teresa de Córdoba, con la cual no tuvo descendencia. Casó en segundas nupcias con María de Mendoza, I Condesa de los Molares, con quien tuvo a Beatriz, a Catalina, a Inés, a Leonor y a María

- Datos: Q3934255
- Multimedia: House of Ribera / Q3934255